# 王仁华
王仁华（1961年7月—），四川三台人，中国人民解放军海军上将。

## 生平
王仁华于1979年12月入伍。曾任总装备部政治部保卫部部长。2012年，任中国酒泉卫星发射中心政治部主任。2015年1月，任总装备部陆军装备科研订购部政治部主任。2016年1月，任陆军政治工作部副主任。2017年1月，任海军东海舰队纪委书记。2018年，任中央军事委员会政法委员会副书记。2019年12月，升任中央军事委员会政法委员会书记。
2013年，晋升少将军衔。2019年12月，晋升海军中将军衔。2024年3月28日，晋升海军上将军衔。